# Philadelphia Rage 1997-1998
La stagione 1997-98 delle Philadelphia Rage fu la 2ª nella ABL per la franchigia.
Le Philadelphia Rage arrivarono quarte nella Eastern Conference con un record di 13-31, non qualificandosi per i play-off.

## Roster
| N° | Naz.                   | Ruolo | Sportivo           | Anno | Alt. | Peso |
| -- | ---------------------- | ----- | ------------------ | ---- | ---- | ---- |
|    | Stati Uniti (bandiera) | G     | Markita Aldridge   | 1973 | 180  | 69   |
|    | Stati Uniti (bandiera) | AC    | Michelle Campbell  | 1974 | 196  | 77   |
|    | Stati Uniti (bandiera) | A     | Kirsten Cummings   | 1963 | 191  | 85   |
|    | Brasile (bandiera)     | C     | Marta Sobral       | 1964 | 191  | 74   |
|    | Stati Uniti (bandiera) | A     | La'Keshia Frett    | 1975 | 191  | 77   |
|    | Stati Uniti (bandiera) | A     | Adrienne Goodson   | 1966 | 183  | 75   |
|    | Stati Uniti (bandiera) | G     | Amy Mallon         | 1970 | 163  | 67   |
|    | Stati Uniti (bandiera) | G     | Michelle Marciniak | 1973 | 178  | 70   |
|    | Stati Uniti (bandiera) | AC    | Taj McWilliams     | 1970 | 188  | 85   |
|    | Stati Uniti (bandiera) | G     | Beth Morgan        | 1975 | 183  | 74   |
|    | Stati Uniti (bandiera) | G     | Dawn Staley        | 1970 | 167  | 61   |

## Staff tecnico
Allenatore: Lisa Boyer